# 岸辺の旅
『岸辺の旅』（きしべのたび）は、湯本香樹実の小説。2009年9月号の『文學界』に掲載され、2010年に文藝春秋から単行本が出版され、2012年には文庫化された。
2015年に映画化された（後述）。

## あらすじ
夫である優介が失踪してのち、瑞希はピアノ教師をわずかに続けることで世間との接触を保っていた。そんな彼女の前に、ある日突然に優介が現われる。口調も態度も往時と変わらない彼に、すでに死んだ身だと説明され混乱する瑞希だが、思い出の地をめぐる旅に出ようと持ち掛けられ、そのことばに従う。
電車に乗って辿り着いた街で、ふたりは新聞配達業に携わる老人・島影の店を訪ねる。過去に彼の下で働いていた優介とは話も弾み、家事の助け手として瑞希の存在にも馴染み始めた島影だったが、ある日消え失せてしまう。実は島影もまた死者であり、優介のことばで迷いを振り切って、あの世に旅立ったのだ。
次にふたりは夫婦の経営する食堂の扉をくぐる。店の手伝いをする毎日の中、瑞希は2階に残されたピアノを見つけ、それをめぐる妻・フジエと死別した妹との思い出を聞かされる。現われた妹と対面し、生前弾けなかったピアノの演奏を通じて彼女の微笑を引き出せた瑞希は、この旅の意味を少しずつ悟ってゆく。
だが、優介に宛てた一通の手紙をめぐってふたりは口論になり、瑞希は優介と接触をもっていた女、朋子にひとりで逢いにゆくことを決める。勤務先で朋子を呼び話をはじめた瑞希は、朋子の毅然とした態度を通じて自己嫌悪に打ちのめされ、消えてしまった優介の名を後悔をもって呼ぶ。変わりない姿を見せた優介を抱きしめる瑞希は、最後まで彼の旅につきあう決心を固めていた。
山奥の農村へ向かい、そこの人々に向けて夫が私塾を開いていたことを知った瑞希は、働き手であったタカシを失った妻とその父、息子に出会う。彼らの思いに呼び寄せられたタカシの、この世への妄執を見せつけられたふたりは己を振り返るとともに、この旅のすえに別れねばならないことを思い知らされた。
そして彼らは、旅の終わりの場所にやって来た。

## 映画
浅野忠信と深津絵里のダブル主演で映画化された。監督は黒沢清。黒沢の映画では初めて、音楽がフルオーケストラで使用されている。
2015年5月17日（現地時間）、第68回カンヌ国際映画祭・「ある視点」部門に出品され、黒沢清が監督賞を受賞した。
2015年10月1日に全国90スクリーンで公開された。フランスでも日本より1日早く9月30日に約80館で上映され、UGC シネシテ レ・アールでは初日の動員数が上位3位に入るほどの盛況ぶりだった。興行収入は1億2000万円。

### 主なキャスト
- 薮内優介 - 浅野忠信[3]
- 薮内瑞希 - 深津絵里[3]
- 松崎朋子 - 蒼井優[12]
- 島影 - 小松政夫[12]
- 星谷 - 柄本明[12]
- 星谷薫 - 奥貫薫
- 神内 ‐ 千葉哲也
- 神内フジエ - 村岡希美
- 星谷タカシ - 赤堀雅秋
- 星谷良太 ‐ 藤野大輝
- 瑞希の父 - 首藤康之
- いせゆみこ、深谷美歩、髙橋洋、松下直樹、北村真芳ほか

### スタッフ
- 監督 - 黒沢清[4]
- 原作 - 湯本香樹実『岸辺の旅』
- 脚本 - 宇治田隆史、黒沢清
- 撮影 - 芦澤明子
- 照明 - 永田英則、飯村浩史
- ビデオエンジニア - 鏡原圭吾
- 録音 - 松本昇和
- 美術 - 安宅紀史
- 衣装デザイン - 小川久美子
- ヘアメイク - 細川昌子
- VFXスーパーバイザー - 浅野秀二
- 編集 - 今井剛
- 音響効果 - 伊藤瑞樹
- 音楽 - 大友良英[5]、江藤直子
- 音楽プロデューサー - 佐々木次彦
- スクリプター - 柳沼由加里
- 助監督 - 菊地健雄
- 制作担当 - 芳野峻大
- ゼネラルプロデューサー - 原田知明、小西真人
- エグゼクティブプロデューサー - 遠藤日登思、青木竹彦
- プロデューサー - 松田広子、押田興将
- コ・プロデューサー - 松本整、MASA SAWADA
- 製作者 - 畠中達郎、和崎信哉、百武弘二、水口昌彦、山本浩、佐々木史朗
- VFX・技術協力 - IMAGICA
- ポスプロ・製作協力 - comme des cinemas
- ロケ協力 - 山北町、檜原村、木更津市、勝浦市、相模鉄道、富士急山梨バス、京王電鉄、日東交通、小湊鉄道 ほか
- 助成 - 文化庁文化芸術振興費補助金
- 配給 - ショウゲート
- 企画・制作 - オフィス・シロウズ
- 製作 - 「岸辺の旅」製作委員会（アミューズ、WOWOW、ショウゲート、ポニーキャニオン、博報堂、オフィス・シロウズ）

### 映画の評価
ライターの伊藤隆剛は、主演2人の演技力を評価し、「2人の演技力によって、本作はファンタジーのようなストーリーラインに揺るぎないリアリティを埋め込むことに成功している」と述べた。また、音楽についても「一聴するとやや大げさに思えるシーンもあったりするが、何でもないような生活の一場面が、実は多くの奇跡に彩られているという本作の世界観を、力強くバックアップしている」と述べた。

### 受賞
- 第89回キネマ旬報ベスト・テン[14][15]
  - 日本映画ベスト・テン 第5位
  - 主演女優賞（深津絵里、『寄生獣 完結編』と合わせて受賞。）
- 第70回毎日映画コンクール[16]
  - 日本映画優秀賞
- 第37回ヨコハマ映画祭（2016年）[17]
  - 日本映画ベストテン・第7位
- 第10回アジア・フィルム・アワード（2016年）[18]
  - 最優秀助演男優賞（浅野忠信）
- 第25回日本映画プロフェッショナル大賞（2016年）[19]
  - ベストテン・6位
  - 特別功労賞（芦澤明子、本作ほか長年の映画撮影の功績に対して）
- 第25回日本映画批評家大賞（2016年）[20]
  - 主演男優賞（浅野忠信）
- 第30回高崎映画祭（2016年）
  - 最優秀主演女優賞（深津絵里）
  - 最優秀助演女優賞（蒼井優）
- 第8回TAMA映画賞（2016年）[21]
  - 最優秀女優賞（蒼井優、『オーバー・フェンス』『家族はつらいよ』と合わせて受賞。）

### BD / DVD
2016年4月20日にBDとDVDがポニーキャニオンから発売される。